# Sainte-Colombe (Gironde)
Sainte-Colombe egy francia település Gironde megyében az Aquitania régióban. Lakosainak száma 424 fő (2022. január 1.).

## Földrajz
Sainte-Colombe Saint-Genès-de-Castillon, Belvès-de-Castillon, Saint-Étienne-de-Lisse, Saint-Magne-de-Castillon és Gardegan-et-Tourtirac községekkel határos.

## Adminisztráció
Polgármesterek:
- 2008–2020 Daniel Thibeau

## Demográfia
| Lakosok száma | 278  | 271  | 361  | 377  | 460  | 421  | 422  | 422  | 423  | 424  |
|               | 1968 | 1982 | 1990 | 2006 | 2013 | 2015 | 2017 | 2019 | 2020 | 2022 |